# Диполд II (Лойхтенберг)
Диполд II фон Лойхтенберг (на немски: Diepold II fon Leuchtenberg; на латински: Diepoldus Landgravii de Liukenberge; † сл. 26 април 1259) е ландграф на Лойхтенберг (1209 – 1259).

## Биография
Той е вторият син на ландграф Диполд I фон Лойхтенберг (1168 – 1209).
След смъртта на баща му Ландграфство Лойхтенберг се разделя. По-големият му брат Гебхардт III (1180 – 1244) получава замък и господство Валдек, Диполд II получава Лойхтенберг.
Диполд II участва в походите на Велфския крал Ото IV († 1218) в Рим. През 1228 г. участва и в Шестия кръстоносен поход на император Фридрих II фон Хоенщауфен († 1250).
Той не се жени, умира след 26 април 1259 г.